# زواج المثليين في سانتا كاتارينا
أصبح زواج المثليين قانونيا في الولاية البرازيلية سانتا كاتارينا منذ 29 أبريل 2013. وأصبحت سانتا كاتارينا بذلك الولاية البرازيلية العاشرة التي تقنن زواج المثليين. تعتبر الاتحادات المدنية متاحة أيضًا منذ عام 2011، بعد صدور حكم من المحكمة الاتحادية العليا.

## التاريخ
في 29 أبريل 2013، قضى قاضي العدل العام في الولاية (بالبرتغالية: Corregedoria Geral de Justiça‏) بأن جميع كتاب العدل على مستوى الولاية ملزمون بإصدار تراخيص زواج للأزواج المثليين. أعلن القاضي أيضًا أنه يمكن تحويل الاتحادات المدنية إلى زواج كامل إذا اختار الأزواج ذلك.
في أغسطس 2013، تلقى المدعي العام في فلوريانوبوليس، هنريك ليمونغي، اهتمامًا إعلاميًا كبيرًا بعد أن صرح علنًا أنه سيرفض إصدار تراخيص زواج للأزواج المثليين، في انتهاك لقانون الولاية والقانون الفيدرالي. بموجب القانون البرازيلي، يحظر على القضاة وكتاب العدل رفض التسجيل والترخيص لزواج المثليين. جادل ليمونغي كذبا بأن زواج المثليين ينتهك دستور البرازيل. من 2013 إلى 2018، طلب شخصيًا إلغاء 112 حالة زواج المثليين. وصف المحامون الذين يمثلون بعض الأزواج المثليين حججه بأنها «لا أساس لها»، باعتبار أن القضاء البرازيلي بحد ذاته يرى أن زواج المثليين لا ينتهك الدستور؛ على العكس من ذلك، فإنه يتطلب الاعتراف به. بدأ المجلس الوطني للنيابة العامة في البرازيل (بالبرتغالية: Conselho Nacional do Ministério P Ministblico‏) و «نقابة المحامين البرازيليين» (بالبرتغالية: Ordem dos Advogados‏) تحقيقات رسمية ضده بتهم «سوء السلوك العام» و «عدم احترام التسلسل الهرمي القانوني» و «وضع معتقدات شخصية فوق القانون».

## إحصائيات الزواج
يوضح الجدول التالي عدد حالات زواج المثليين التي تم عقدها في ولاية سانت كاتارينا، وفقًا للمعهد البرازيلي للجغرافيا والإحصاء.
| السنة | زواج المثليين | زواج المثليين | زواج المثليين  | جميع حالات الزواج | % حالات زواج المثليين |
| السنة | بين النساء    | بين الرجال    | العدد الإجمالي | جميع حالات الزواج | % حالات زواج المثليين |
| ----- | ------------- | ------------- | -------------- | ----------------- | --------------------- |
| 2013  | 81            | 126           | 207            | 31,151            | 0.66%                 |
| 2014  | 137           | 205           | 342            | 32,080            | 1.05%                 |
| 2015  | 139           | 210           | 349            | 32,820            | 1.05%                 |
| 2016  | 137           | 245           | 382            | 32,689            | 1.16%                 |
| 2017  | 135           | 215           | 350            | 33,748            | 1.03%                 |
| 2018  | 200           | 229           | 429            | 32,815            | 1.31%                 |